# Dicranomyia signata
Dicranomyia signata är en tvåvingeart som beskrevs av de Meijere 1919. Dicranomyia signata ingår i släktet Dicranomyia och familjen småharkrankar. Inga underarter finns listade i Catalogue of Life.